# Rouxeville
Rouxeville est une ancienne commune française du département de la Manche et de la région Normandie, devenue le 1er janvier 2016 une commune déléguée au sein de la commune nouvelle de Saint-Jean-d'Elle.
Elle est peuplée de 388 habitants.

## Géographie
La commune est en pays saint-lois, dans le Bocage normand. L'atlas des paysages de la Basse-Normandie place la commune au cœur de l'unité du Bocage en tableaux caractérisée par « une série de vallées parallèles sud-ouest/nord-est » aux « amples tableaux paysagers ». Son bourg est à 9 km au nord de Torigni-sur-Vire, à 11 km à l'ouest de Caumont-l'Éventé et à 12 km à l'est de Saint-Lô.
Le bourg est traversé par la D 11 qui permet à l'ouest de retrouver Saint-Jean-des-Baisants et Saint-Lô, et à l'est Vidouville, La Vacquerie et Caumont-l'Éventé. Elle croise en limite est la D 34 qui relie Torigni-sur-Vire au sud au Molay-Littry au nord. Partant de la D 11 à l'est du bourg, la D 190 mène à Lamberville au sud-est, tandis que la D 259 se greffe sur la D 11 à l'ouest et conduit à Notre-Dame-d'Elle au nord-ouest. L'accès à l'A84 se fait principalement par Torigni-sur-Vire à Guilberville (sortie 40), mais peut s'opérer vers Caen à Villers-Bocage (sortie 44) par Caumont-l'Éventé.
Le parc des Sources d'Elle est limitrophe au nord du territoire, mais la plus grande partie de ce dernier est dans le bassin d'un autre affluent de la Vire, le ruisseau de Précorbin, dont un des affluents draine les eaux de la commune vers le sud-est.
Le point culminant est recensé par l'IGN à 199 m. La cote de 195 m est atteinte à deux endroits de la commune : au nord-ouest, près du bourg, et au nord-est, près du carrefour aux Bœufs. Le point le plus bas (99 m) correspond à la sortie du territoire du petit affluent du ruisseau de Précorbin, au sud-ouest. La commune est bocagère.
Le climat est océanique, comme dans tout l'Ouest de la France. La station météorologique la plus proche est Caen-Carpiquet, à 43 km, mais Granville-Pointe du Roc est à moins de 60 km. Le Saint-Lois s'en différencie toutefois pour la pluviométrie annuelle qui, à Rouxeville, avoisine les 900 mm.
Les lieux-dits sont, du nord-ouest à l'ouest, dans le sens horaire : le Mont Canel, le Bourg (au nord), les Navignes, le Village Féret, le Vieux Presbytère, le Village Mouffet (à l'est), Ferme Mauny, les Vaux, la Nöe, Marin Bidet, Brac d'Osier (au sud), le Mesnil Fermé, le Moulin de Gruchy, le Hamel, la Prévostière, la Commune, la Couture de Bas, la Couture de Haut (à l'ouest), les Terriers.
| Notre-Dame-d'Elle (comm. nouv. de Saint-Jean-d'Elle), Saint-Jean-des-Baisants (comm. nouv. de Saint-Jean-d'Elle) | Saint-Germain-d'Elle                                      | Saint-Germain-d'Elle, Montrabot (par un angle) |
| Précorbin (comm. nouv. de Saint-Jean-d'Elle)                                                                     | Rouxeville                                                | Vidouville (comm. nouv. de Saint-Jean-d'Elle)  |
| Précorbin (comm. nouv. de Saint-Jean-d'Elle)                                                                     | Précorbin (comm. nouv. de Saint-Jean-d'Elle), Lamberville | Lamberville                                    |

## Toponymie
Attesté en 1350 sous la forme latinisée Ruffavilla (pouillé Bayeux). Il s'agit d'une formation médiévale basée sur l'appellatif ville, suffixé en -ville, au sens ancien de « domaine rural », précédé vraisemblablement d'un nom de personne comme c'est généralement le cas. Il s'agit du surnom le Roux (resté très fréquent dans la Manche sous la forme Leroux), latinisé en Rufus dans les textes (voir Guillaume le Roux, nommé William Rufus en anglais). Éventuellement, « roux » peut évoquer la couleur de la ferme.
Le gentilé est Rouxevillais.

### Micro-toponymie
Le Moulin de Gruchy, de Gruchy, Crucciacum signifie le domaine du gallo-romain Cruccius, suivi du suffixe -acum, d'origine gauloise.
Les hameaux en Y-ère, Y-erie, les Y sont des formations toponymiques plus récentes. À l'origine, ils désignaient le corps agricole de la famille Y : Prévostière (ferme des Prévost). Quant à Navignes (ferme des Navigne) ; Village Féret (ferme des Féret) ; Village Mouffet (ferme des Mouffet) ; Ferme Mauny (ferme des Mauny) ; Mesnil Fermé (ferme des Fermé).

## Histoire
Sous l'Ancien Régime, la paroisse faisait partie de la généralité de Caen, de l'élection de Bayeux (1612/1636, 1677) puis de Saint-Lô (1713) et de la sergenterie de Torigni. L'église paroissiale était divisée en deux portions dont une était à la famille d'Harcourt.
Le village est détruit en 1944.
Le 1er janvier 2016, Rouxeville intègre avec quatre autres communes la commune de Saint-Jean-d'Elle créée sous le régime juridique des communes nouvelles instauré par la loi no 2010-1563 du 16 décembre 2010 de réforme des collectivités territoriales. Les communes de Notre-Dame-d'Elle, Précorbin, Rouxeville, Saint-Jean-des-Baisants et Vidouville deviennent des communes déléguées et Saint-Jean-des-Baisants est le chef-lieu de la commune nouvelle.

## Politique et administration

### Tendances politiques et résultats
- Les électeurs de la commune placent Marie-Pierre Fauvel et Michel de Beaucoudrey (Divers droite) en tête au premier et au second tour des élections départementales de 2015[12].
- Les électeurs de la commune placent Nicolas Bay (Liste Front National) et Hervé Morin (Liste d'Union de la droite) en tête au premier tour des élections régionales 2015[13] et Hervé Morin (Liste d'Union de la droite) en tête au second tour.

### Administration municipale
| Période                                                                                      | Période       | Identité             | Étiquette | Qualité                                          |
| -------------------------------------------------------------------------------------------- | ------------- | -------------------- | --------- | ------------------------------------------------ |
| 1793                                                                                         | 1795          | Jean Baudre          |           |                                                  |
| 1795                                                                                         | 1798          | Marie-Charles Loisel |           |                                                  |
| 1798                                                                                         | 1799          | Paul de Loucelles    |           |                                                  |
| 1799                                                                                         | 1808          | Marie-Charles Loisel |           |                                                  |
| 1808                                                                                         | 1830          | Paul de Loucelles    |           |                                                  |
| 1830                                                                                         | 1840          | Jacques Lenauld      |           |                                                  |
| 1840                                                                                         | 1841          | Aimable Guillaume    |           | Officier public                                  |
| 1841                                                                                         | 1843          | Clément Mariette     |           |                                                  |
| 1843                                                                                         | 1868          | Pierre Gaillard      |           |                                                  |
| 1868                                                                                         | 1869          | Louis Pasturel       |           | Officier public                                  |
| 1869                                                                                         | 1871          | Mathurin Cord'Homme  |           |                                                  |
| 1871                                                                                         | 1881          | Clément Mariette     |           |                                                  |
| 1881                                                                                         | 1896          | Désiré Aumond        |           |                                                  |
| 1896                                                                                         | 1904          | Toussaint Aumond     |           |                                                  |
| 1904                                                                                         | 1930          | Pierre Lecot         |           |                                                  |
| 1930                                                                                         | 1935          | Antoine Piatte       |           |                                                  |
| 1935                                                                                         | 1946          | Alexandre Lebarbey   |           |                                                  |
| 1946                                                                                         | 1964          | Jean Brunet          |           |                                                  |
| 1964                                                                                         | 1971          | Joseph Rouxeville    |           |                                                  |
| 1971                                                                                         | mars 2008     | Roger Lecamu         | SE        | Exploitant agricole                              |
| mars 2008                                                                                    | décembre 2015 | Marie-Pierre Fauvel  | SE-DVD    | Secrétaire de mairie, conseillère départementale |
| Une partie des données est issue d'une liste établie par Jean Pouëssel et Maurice Leplatois. |               |                      |           |                                                  |

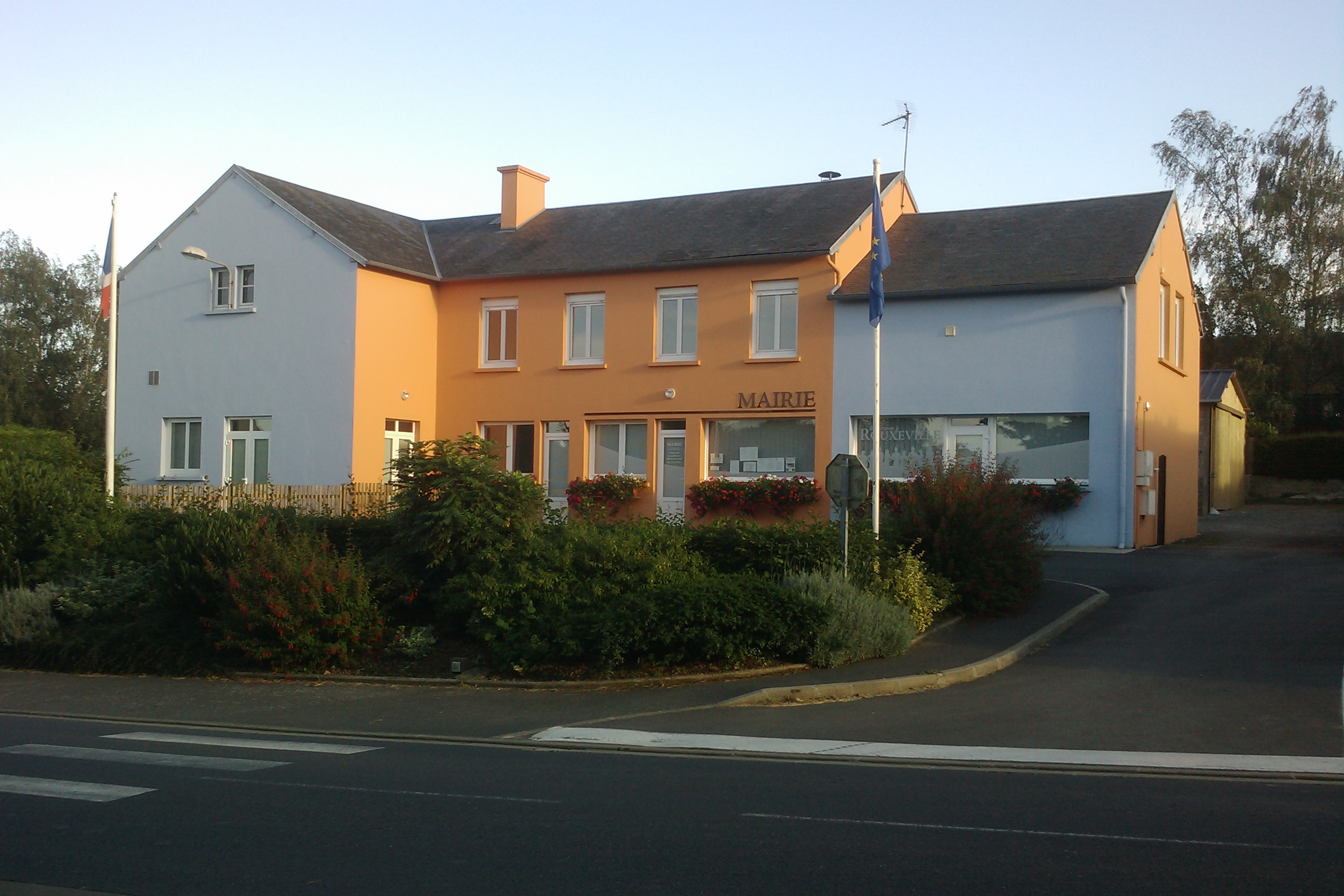
La mairie.

Le conseil municipal était composé de onze membres dont le maire et deux adjoints. Ces conseillers intègrent au complet le conseil municipal de Saint-Jean-d'Elle le 1er janvier 2016 jusqu'en 2020 et Marie-Pierre Fauvel devient maire délégué.
| Période      | Période  | Identité            | Étiquette | Qualité                                         |
| ------------ | -------- | ------------------- | --------- | ----------------------------------------------- |
| janvier 2016 | mai 2020 | Marie-Pierre Fauvel | SE-DVD    | Secrétaire de mairie conseillère départementale |
| mai 2020     | En cours | Muriel Tillard      | SE        | Retraitée ouvrière                              |

## Démographie
En 2021, la commune comptait 388 habitants. Depuis 2004, les enquêtes de recensement dans les communes de moins de 10 000 habitants ont lieu tous les cinq ans (en 2004, 2009, 2014, etc. pour Rouxeville) et les chiffres de population municipale légale des autres années sont des estimations.
Rouxeville a compté jusqu'à 701 habitants en 1836.
| 1793 | 1800 | 1806 | 1821 | 1831 | 1836 | 1841 | 1846 | 1851 |
| ---- | ---- | ---- | ---- | ---- | ---- | ---- | ---- | ---- |
| 634  | 606  | 696  | 694  | 652  | 701  | 428  | 452  | 448  |

| 1856 | 1861 | 1866 | 1872 | 1876 | 1881 | 1886 | 1891 | 1896 |
| ---- | ---- | ---- | ---- | ---- | ---- | ---- | ---- | ---- |
| 415  | 397  | 403  | 395  | 402  | 408  | 377  | 384  | 313  |

| 1901 | 1906 | 1911 | 1921 | 1926 | 1931 | 1936 | 1946 | 1954 |
| ---- | ---- | ---- | ---- | ---- | ---- | ---- | ---- | ---- |
| 320  | 321  | 303  | 289  | 280  | 298  | 314  | 281  | 273  |

| 1962 | 1968 | 1975 | 1982 | 1990 | 1999 | 2004 | 2009 | 2014 |
| ---- | ---- | ---- | ---- | ---- | ---- | ---- | ---- | ---- |
| 253  | 230  | 227  | 178  | 288  | 299  | 299  | 331  | 349  |

| 2018 | - | - | - | - | - | - | - | - |
| ---- | - | - | - | - | - | - | - | - |
| 381  | - | - | - | - | - | - | - | - |

## Lieux et monuments
- Église Saint-Martin (XXe siècle). L'édifice, détruit en 1944 à l'exception du clocher, a été reconstruit de 1960 à 1964 par l'architecte Mélik Nafilyan. Elle abrite notamment un haut-relief la charité de saint Martin et un bas-relief le christ en croix du XVe, un retable aux douze Apôtres du XIVe[23], une Vierge à l'Enfant du XVe et un fragment (tête) de statue de saint Antoine du XVe,  un calice et sa patène du XVIIIe, œuvres classées au titre objet aux monuments historiques[24], ainsi qu'un tableau messe de saint Martin du XVIIIe et une verrière du XXe de J. Bony[18].
- Accès au parc des Sources de l'Elle (situé sur la commune voisine Saint-Germain-d'Elle).
- Croix de chemin sur la D 11 et croix de cimetière du XVe siècle.
- Four à pain du XVIIIe siècle au Village Mouffet.
- Lavoir.